# Landkommissær (1638-1658)
 For alternative betydninger, se Landkommissær. (Se også artikler, som begynder med Landkommissær)
Denne side handler om landkommissærer i perioden 1638-1658. For brugen af titlen i perioden 1679-1693, se landkommissær (1679-1693).
En landkommissær var i perioden 1638-1658 i Danmark en embedsmand som administrerede skatter til hæren. Titlen blev oprettet på stændermødet i Odense i 1638. Adelen i hvert land, det vil sige Jylland, Fyn, Lolland, Sjælland og Skåne, valgte blandt sig to landkommissærer som skulle administrere og opbevare en skat som adelen skulle betale til landets forsvar. Det opsparede beløb blev kaldt en landekiste.
Der var dog allerede i 1628 udnævnt i landkommissærer i landsdelene øst for Storebælt. Disse skulle modtage skatter og foretage udbetalinger til soldaterne.
Landkommissærerne fik udvidede deres beføjelser på stændermødet i 1645 som bestemte at landkommissærerne i hvert land en gang årlig eller oftere, hvis der var behov for det, skulle mødes med rigråderne i landet for at forhandle om landets forsvar og føre opsyn med om kongens forordninger vedrørende landet blev fulgt. Antallet af landkommissærer blev også øget så der fremover skulle være 4 i Jylland, 2 på Sjælland, 1 på Lolland-Falster, 2 på Fyn og 3 i Skåne og Blekinge.
Landkommissærerne repræsenterede den mere jævne adel og til dels de øvrige stænder overfor rigsrådet og fik en del indflydelse, men efter Frederik 3. blev konge i 1648 førte politiske stridigheder til at deres stilling i 1649 blev svækket idet de blev delvist underlagt rigsmarsken der var medlem i rigsrådet. De begyndte dog samtidig også at forvalte den andel af bøndernes skat som gik til hæren, som var meget større end adels skat. Landkommissærerne blev ligesom de øvrige stænderske institutioner afskaffet i forbindelse med indførelsen af enevælde i Danmark.

## Liste over landkommissærer
Denne liste er ufuldstændig; hjælp gerne med at udfylde den.
Følgende personer har været landkommissærer:
Valgt i 1638:
- Skåne: Gunde Rosenkrantz og Henrik Huitfeld. Huitfeld bad sig fritaget hvorefter Henrik Ramel vagtes i stedet.
- Sjælland og Lolland-Falster: Niels Trolle og Christen Skeel
- Fyn: Jørgen Brahe og Knud Ulfeldt
- Jylland: Erik Juel og Niels Krag

Valgt i 1646:
- Skåne: Malte Juul – kongen modsatte sig valget af Juul som blev udnævnt til rigsrådet i 1647. Til landkommissærer valgte adelen i Skåne og Blekinge så Gunde Rosenkrantz, Joakim Gersdorf og Niels Krabbe.
- Sjælland: Christen Skeel og Oluf Då
- Lolland: Erik Rosenkrantz
- Fyn: Falk Gjøe og Laurids Ulfeldt
- Jylland: Erik Juel, Peder Lange, Henrik Rantzau og Manderup Due

Da Gunde Rosenkrantz blev lensmand på Kalø Slot og Laurids Ulfeldt lensmand på Stjernholm fratrådte de som landkommissærer. Oluf Då fratrådte også da han blev rentemester. De resterende landkommissærer anmodede flere gange om at få de ledige pladser besat.
Disse blev nyvalgte i 1649:
- Skåne: Otte Thott og Kjeld Krag
- Sjælland: Lave Beck og Otte Pogwisch
- Fyn: Henrik Gyldenstierne og Henrik Podebusk

Desuden:
- Sjælland: Frederik Reedtz (udnævnt 1637),[9] Sivert Urne (1645)[10]
- Skåne: Christian Barnekow (1651-1658),[11] Bjørn Ulfeldt[12]